# كاثرين بيري
كاثرين بيري (بالإنجليزية: Katherine Perry)‏ هي ممثلة أمريكية، ولدت في 5 يناير 1897 بنيويورك في الولايات المتحدة، وتوفيت في 14 أكتوبر 1983 بلوس أنجلوس في الولايات المتحدة.

## وصلات خارجية
- كاثرين بيري على موقع IMDb (الإنجليزية)
- كاثرين بيري على موقع ميوزك برينز (الإنجليزية)
- كاثرين بيري على موقع قاعدة بيانات برودواي على الإنترنت (الإنجليزية)
- كاثرين بيري على موقع ديسكوغز (الإنجليزية)
- كاثرين بيري على موقع قاعدة بيانات الفيلم (الإنجليزية)